# Naim Süleymanoğlu
Naim Süleymanoğlu, nascut com a Naim Suleimanov (en búlgar: Наим Сюлейманов), (Ptichar, Bulgària 23 de gener de 1967 - Istanbul, 18 de novembre de 2017) fou un aixecador búlgar nacionalitzat turc, guanyador de tres medalles olímpiques.

## Biografia
Va néixer el 23 de gener de 1967 a la ciutat de Ptichar, població situada a la província de Kardzhali, fill de descendents turcs. És germà del també aixecador olímpic Muharrem Süleymanoğlu.
Forçat a bulgaritzar el seu nom per les autoritats comunistes búlgares (de Süleymanoğlu hagué d'adoptar el cognom de Suleimanov o Shalamanov), l'any 1986 aconseguí la nacionalitat turca.

## Carrera esportiva

### Representant Bulgària
L'any 1983 va representar per primera vegada el seu país al Campionat del Món d'halterofília, on va aconseguir una medalla de plata en la prova de -56 kg. Posteriorment aconseguí guanyar dues medalles d'or, i va esdevenir així el campió del món de l'especialitat més jove de la història. Süleymanoğlu no pogué participar en els Jocs Olímpics d'Estiu de 1984 realitzats a Los Angeles (Estats Units) degut al boicot polític realitzat pel seu país.

### Representant Turquia
Va participar, als 21 anys, en els Jocs Olímpics d'Estiu de 1988 celebrats a Seül (Corea del Sud), on va aconseguir guanyar la medalla d'or en la prova masculina de pes ploma (-60 kg.), un metall que aconseguí revalidar en els Jocs Olímpics d'Estiu de 1992 celebrats a Barcelona (Catalunya) i en els Jocs Olímpics d'Estiu de 1996 realitzats a Atlanta (Estats Units). Participà, finalment, en els Jocs Olímpics d'Estiu de 2000 realitzats a Sydney (Austràlia), on no pogué pujar al podi en la fase final.
Al llarg de la seva carrera, representant Turquia, aconseguí guanyar cinc medalles d'or en el Campionat del Món.